# ماريج فوجيلزانج
ماريج فوجيلزانج (بالهولندية: Marije Vogelzang)‏ الهولندية هي مصممة «طعام»، أو «أكل»،  تركز على كيفية تصميم الناس لعاداتهم الغذائية وطرقهم وطقوسهم. وهي تعمل بشكل منتظم كمصممة للمنظمات ومستشارة لصناعة المواد الغذائية. أصبحت مديرة قسم الطعام في أكاديمية التصميم في أيندهوفن في عام 2014. وقد ركز مشروعها 'وحدات التخزين' لعام 2017 على تصميم أجهزة لتناول الطعام بحيث تساعد الأكلة على الاعتقاد بأن أطباقهم أكثر اكتمالًا مما هي عليه، وذلك للحد من الإفراط في تناول الطعام.